# 楊式太極拳

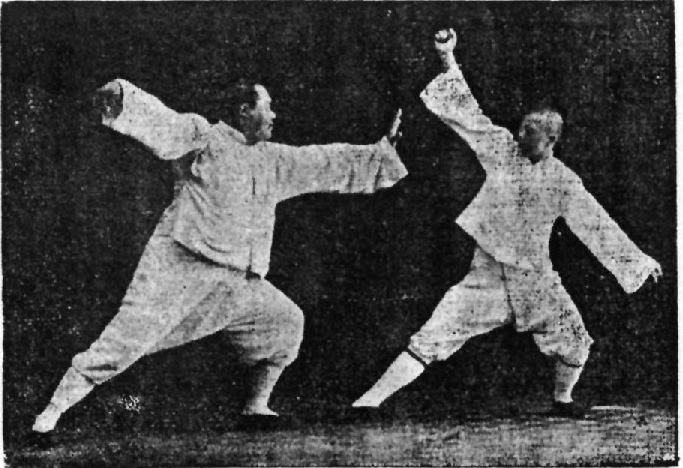

楊式太極拳（ようしきたいきょくけん）とは、中国武術の一門派（流派）であり、伝統太極拳の中でも代表的一派である。
その起源は河南省陳家溝在住の武術家陳長興について陳家太極拳を学んだ楊露禅が、大成の後に独自の創意工夫を施して創始されたものといわれているのは、中国共産党の国家体育委員会による政策の「中国体育史研究」に参加して、唐豪がまとめた「中国体育史参考資料」による記述。。
陳家太極拳は太極拳という名がついているが、本来は通臂拳から生まれた炮捶という拳術であり、陳家溝の近くに伝わった張三丰の太極拳を身につけていた蒋発から、陳長興が学んだものである。後に、北京に赴いた陳発科は、陳家の拳法は太極拳であるのかという問いに、炮捶であると答えており、太極拳ではないという蓋然性が高い。楊家太極拳とその支流の太極拳とは全く別物である。
その後、楊露禅の孫である、楊澄甫が父親である楊健侯から教わった「楊家太極拳」を編成し85式の楊式太極拳を確立したとされている。この楊澄甫が改編した「楊氏太極拳」が現代において「楊式太極拳」と呼ばれているものである。
楊露禅は実戦名手として「楊無敵」と讃えられ、その評判故に請われて清朝の王族、貴族の多くの者に教授した。その拳は非常に柔らかな動きで、「綿拳」あるいは「化拳」とも称されたと伝えられる。その後も楊露禅の子、孫と3代にわたって楊式は改変され、現在最も普及しているスタイルは楊露禅の孫、楊澄甫が伝えた大架式の套路（型）である。楊式太極拳の理論書としては、楊班侯伝の『太極拳九訣』や楊澄甫伝の『太極拳老譜三十二解』がある。
楊一族のみ、なぜあれほどの無敵の強さを誇ったかについては、元来楊一族のみ伝えられていた拳（緩急自在・剛強な拳風）を家伝の秘拳とし秘密裏に練習・伝承し他には伝えなかった為、文人向けに伝えた軟弱な套路を他に伝える派のみが増えていったとする説がある。
楊式太極拳にも比較的素早く細密な動作を含む、楊家小架式及び楊家二路砲捶など特殊な套路が存在するが、最も普及した澄甫の大架式の動作はのびのびとして緩やかで、発勁は暗勁で老若男女を問わず練習がし易く、最も広く行われている。
健康法として有名な簡化二十四式太極拳などの制定太極拳はこの楊式を一番の土台として、各派の太極拳の要領をも加味して構成されている。
主要な楊式太極拳の套路には、創始者楊露禅により武当太極拳を編成した一〇八式、それを孫である楊澄甫が改編した八十五式があり、八十五式は制定拳の二十四式及び八十八式の元になっている。八十五式は古式楊式太極拳として武当派などに伝承されている。